# Marína (ort i Grekland, Västra Makedonien)
Marína (Marina, Sakoulevo) är en ort i Grekland.   Den ligger i prefekturen Nomós Florínis och regionen Västra Makedonien, i den norra delen av landet, 400 km nordväst om huvudstaden Aten. Marína ligger 595 meter över havet och antalet invånare är 120.
Terrängen runt Marína är platt. Runt Marína är det ganska glesbefolkat, med 22 invånare per kvadratkilometer. Närmaste större samhälle är Florina, 11,3 km sydväst om Marína. Trakten runt Marína består till största delen av jordbruksmark.